# マルコム in the Middle
『マルコム in the Middle』（Malcolm in the Middle）は、アメリカ合衆国のFOXで2000年から2006年にかけて放送されたシチュエーション・コメディ。日本では2002年9月2日からFOXチャンネルにて放送された（シーズン5まで吹替放送、シーズン6からは字幕放送）。また、2009年からは日本語版の題を『天才少年 マルコム奮闘記』に変更してFOXライフで放送された。2024年12月に、このシリーズは4つの新しいエピソードとともに復活することが発表されました。

## 概要
IQ165のマルコムの家や学校などの身の周りでおこる様々な出来事を描いたコメディ。番組内でマルコムはカメラ目線で本音をしゃべったり、回想シーン前に効果音を入れたりするなど、さまざまな工夫が凝らしてある。

## 主な登場人物

### ウィルカーソン一家
マルコム
演 - フランキー・ムニッズ、吹替 - 小林由美子（第3シーズンまで）、成瀬誠（第4シーズン以降）
三男。普通の生活をしていたが、ある時IQが165であることが判明し、学校の勧めで特別クラスに強制的に移された。世の中の現実をもっとも理解しているが、それが原因となり冷や飯を食わされることもある。誰からも引かれる程の皮肉屋で、言いたいことを正直に言ってしまうため、友達から疎まれたり、ガールフレンドに振られている。一度それを我慢した時には消化性潰瘍になった。天才ではあるがかなりの悪ガキであり、頭の良さを生かしたイタズラを行なう。
ロイス
演 - ジェーン・カズマレック、吹替 - 高乃麗
一家の母。ドラッグストアで働いている。息子達にとっての脅威であり、フランシスからは「鬼看守」と呼ばれるほどの存在。兄弟が悪さをするたびにお仕置きをする。昔から「小言女」と呼ばれるほど正義感が強いので怒鳴り声をあげたり命令をするシーンが多く、心優しい母親である。唯一、両親が苦手でなんとか追い払おうとしていた。
ハル
演 - ブライアン・クランストン、吹替 - 内田直哉
一家の父。体毛が濃い。金曜日には必ず会社をサボって遊び、トラブルを起こす。
息子達に優しく、時に厳しく接する。騒ぎの発端になることも多く、大きな騒動には大体関っている。ローラースケートの達人で、兄弟が口に出すことも嫌がるほどの羞恥な練習をする。何かを壊すことに関しては家族で一番天才的である。
フランシス
演 - クリストファー・マスターソン、イーストン・ゲイジ （5歳）、吹替 - 海老原英人、秋葉好美（5歳）
長男。何かと騒動を巻き起こす問題児で、ロイスによってミリタリースクールに送られた。そこでもスパングラーから「32年間の教師生活で最も問題児」と言われるほどの生徒だった。シーズン3の冒頭で自主退学してアラスカに行き、ラバーニャの食堂で働く。そして出会ったピアマと唐突に結婚。食堂が閉鎖された後はオットー夫妻の観光牧場で働く事になる。
リース
演 - ジャスティン・バーフィールド、ジェイ・コレット（8歳）、吹替 - 永澤菜教、秋葉好美（8歳）
次男。マルコムとは対照的に、想像を絶する馬鹿だが、稀に哲学的な面もあり、イタズラに関してはマルコムを凌駕するほどの才能を発揮することがある。デューイと特別クラスの生徒達を虐げるのが日課だが、大抵は逆襲されている。弟のマルコムとは共闘と抗争を繰り返している。料理に天才的才能を持つ。一人暮らしなどで親元を離れるとなぜか普段より自立できる。
デューイ
演 - エリック・パー・サリバン、吹替 - 小桜エツ子
四男。何かと奇抜な行いをする不思議っ子。その行動は兄達や両親ですら翻弄する事もある。自分を執拗に虐げるリースが大嫌いで、彼が危機に陥ると過激な言葉を放つ。動物を手なずけることに長けている。かわいらしい容姿の反面、恐ろしい一面を見せることがある。過去にやられたことには必ず復讐する。高学年になってからはピアノの才能が開花している
ジェイミー
演 - ジェームス・ロドリゲス&ルーカス・ロドリゲス（双子）
五男。

### その他の人物
スティービー・カナーバン
演 - クレイグ・レマー・トレイラー、吹替 - 麻生まどか
車椅子の黒人。マルコムのクラスメートにして友人。過保護な両親を疎ましく思っている。かなりゆっくりでしか話せない。
エイブ・カナーバン
演 - ゲイリー・アンソニー・ウィリアムズ
スティービーの父親。太めの体型をしている。スティービーが寝る前に必ずキスをする習慣がある。
キティ・カナーバン
演 - メリン・ダンジー
スティービーの母親。教育ママ。過剰なまでにスティービーを心配するヒステリックな親。
クレイグ
演 - デヴィッド・アンソニー・ヒギンズ、吹替 - 石住昭彦
ロイスの働く店の上司（店長代理）。本人は否定しているが、完全な漫画オタク。ロイスやハルがいないときに留守を任されることもある。以前はロイスに好意を寄せていたがこっぴどく振られた。何かとマルコムたちの引き起こす騒動に度々巻き込まれている。
ライオネル・ハーカビー
演 - クリス・アイグマン、吹替 - 中多和宏
シーズン3から登場するマルコムのクラスの新担任。クラスにランキング制を導入したりするなど、日常的に生徒を競わせている。
ピアマ
演 - エミー・コリガド、吹替 - 葛谷知花
フランシスの妻。破天荒なフランシスやオットーの行動に毎回手を焼いている。ロイスに似た性格で、ロイスからいじめを受けているがまったく動じている様子がない。
オットー&グレッチェン
演 - ケネス・マース&ミーガン・フェイ、吹替 - 福島おりね（グレッチェン）
フランシスがシーズン4から働く事になった観光牧場の経営者の夫婦。かなりのお人よし。
キャロライン・ミラー
演 - キャサリン・ロイド・バーンズ、吹替 - 高田由美
マルコムのクラスの元担任。気性が激しい。特別クラスの秘密プロジェクトの被害にあい、妊娠中の子供を学校で出産した。
エドウィン・スパングラー校長
演 - ダニエル・フォン・バーゲン、吹替 - 北川勝博
フランシスが通っていたミリタリースクール校長。寄宿生にひどい罰を与えることが生きがいの暴君。フランシスに両腕を負傷させられた。
エリック・ハンセン
演 - エリック・ネニンジャー、吹替 - 小野大輔
ミリタリースクールの寄宿生であり、フランシスの友人。フランシスの起こす騒動に何度も巻き込まれている。シーズン3で退学してラバーニャの食堂で働いている。
ラバーニャ
演 - ブレンダ・ホウェール
シーズン3に登場。アラスカでフランシスが働く事になった食堂の経営者。何かとお金を巻き上げるあくどい経営を行っている。

## 放映リスト

### シーズン1
| 話数 | 日本語版の副題           | 英語版の副題          | 脚本                                    | 監督                     |
| ---- | ------------------------ | --------------------- | --------------------------------------- | ------------------------ |
| 1    | パイロット               | Pilot                 | リンウッド・ブーマー                    | トッド・ホランド         |
| 2    | 赤いドレス               | Red Dress             | アラン・J・ヒギンズ                     | アーリーン・サンフォード |
| 3    | ホームアローン4          | Home Alone 4          | マイケル・グローバーマン                | トッド・ホランド         |
| 4    | はじらい                 | Shame                 | デヴィッド・リチャードソン              | ニック・マーク           |
| 5    | マルコムがベビーシッター | Malcolm Babysits      | マギー・バンダー パン＝リア・ランドラム | ジェフリー・メルマン     |
| 6    | 初めてのお泊まり         | Sleepover             | ダン・コペルマン                        | ケン・クワピス           |
| 7    | フランシス脱走           | Francis Escapes       | リンウッド・ブーマー                    | トッド・ホランド         |
| 8    | クレルボイン・ピクニック | Krelboyne Picnic      | マイケル・グローバーマン                | トッド・ホランド         |
| 9    | ロイスの奮闘             | Lois vs. Evil         | ジャック・アミエル                      | トッド・ホランド         |
| 10   | ストックカー・レース     | Stock Car Races       | デヴィッド・リチャードソン              | トッド・ホランド         |
| 11   | 葬式                     | Funeral               | マギー・バンダー                        | アーリーン・サンフォード |
| 12   | チアリーダー             | Cheerleader           | ダン・コペルマン                        | トッド・ホランド         |
| 13   | ローラースケート         | Rollerskates          | アラン・J・ヒギンズ                     | ケン・クワピス           |
| 14   | ワイルド父さん           | The Bots and the Bees | アラン・J・ヒギンズ                     | クリス・コッチ           |
| 15   | 日曜日の出来事           | Smunday               | マイケル・グローバーマン                | ジェフリー・メルマン     |
| 16   | ウォーターパーク1        | Water Park            | マギー・バンダー                        | ケン・クワピス           |

### シーズン2
| 話数 | 日本語版の副題         | 英語版の副題            | 脚本                     | 監督                     |
| ---- | ---------------------- | ----------------------- | ------------------------ | ------------------------ |
| 17   | ウォーターパーク2      | Traffic Jam             | ダン・コペルマン         | トッド・ホランド         |
| 18   | ハロウィーンもどき?    | Halloween Approximately | ダン・コペルマン         | トッド・ホランド         |
| 19   | ロイスの誕生日         | Lois's Birthday         | アレックス・リード       | ケン・クワピス           |
| 20   | お騒がせ一家の外食     | Dinner Out              | マイケル・グローバーマン | ジェフリー・メルマン     |
| 21   | とんだカジノ旅行       | Casino                  | ゲイリー・マーフィー     | トッド・ホランド         |
| 22   | 親の居ぬ間に…          | Convention              | ボブ・スティーヴンス     | ジェフリー・メルマン     |
| 23   | ロイスVS強盗           | Robbery                 | アラン・J・ヒギンズ      | トッド・ホランド         |
| 24   | マルコムのセラピー治療 | Therapy                 | イアン・ブッシュ         | ケン・クワピス           |
| 25   | 恥ずかしい発表会       | High School Play        | マギー・バンダー         | ジェフリー・メルマン     |
| 26   | ガキ大将の復活         | The Bully               | アレックス・リード       | ジェフリー・メルマン     |
| 27   | ただ者じゃないおばさん | Old Mrs. Old            | アラン・J・ヒギンズ      | トッド・ホランド         |
| 28   | マルコムの不器用な恋   | Krelboyne Girl          | ボブ・スティーヴンス     | アーリーン・サンフォード |
| 29   | 隣人と大騒ぎ           | New Neighbors           | マギー・バンダー         | ケン・クワピス           |
| 30   | 理想と現実             | Hal Quits               | マイケル・グローバーマン | ケン・クワピス           |
| 31   | グランド・ペアレンツ   | The Grandparents        | ゲイリー・マーフィー     | トッド・ホランド         |
| 32   | ロイスの無実?          | Traffic Ticket          | ラリー・ストロウザー     | ジェフリー・メルマン     |
| 33   | とんだ誤診             | Surgery                 | マギー・バンダー         | ジェフリー・メルマン     |
| 34   | リースがシェフに!?     | Reese Cooks             | ダン・コペルマン         | ジェフリー・メルマン     |
| 35   | リースの落第騒動       | Tutoring Reese          | イアン・ブッシュ         | ケン・クワピス           |
| 36   | ボウリング決戦         | Bowling                 | アレックス・リード       | トッド・ホランド         |
| 37   | マルコムVSリース       | Malcolm vs. Reese       | ダン・コペルマン         | トッド・ホランド         |
| 38   | 3人の宝物              | Mini-Bike               | マイケル・グローバーマン | ケン・クワピス           |
| 39   | 危険なカーニバル       | Carnival                | アレックス・リード       | ケン・クワピス           |
| 40   | 避難生活               | Evacuation              | ゲイリー・マーフィー     | トッド・ホランド         |
| 41   | フラッシュバック       | Flashback               | イアン・ブッシュ         | ジェフリー・メルマン     |

### シーズン3
| 話数 | 日本語版の副題          | 英語版の副題           | 脚本                     | 監督                 |
| ---- | ----------------------- | ---------------------- | ------------------------ | -------------------- |
| 42   | フランシスの独立宣言1   | Houseboat              | ボブ・スティーヴンス     | トッド・ホランド     |
| 43   | フランシスの独立宣言2   | Emancipation           | アラン・J・ヒギンズ      | ジェイムズ・シモンズ |
| 44   | ママ軍団の暴走          | Book Club              | アレックス・リード       | トッド・ホランド     |
| 45   | マルコムの初カノジョ    | Malcolm's Girlfriend   | イアン・ブッシュ         | ケン・クワピス       |
| 46   | チャリティで荒稼ぎ      | Charity                | ゲイリー・マーフィー     | ジェフリー・メルマン |
| 47   | ハルが重病!?            | Health Scare           | ダン・コペルマン         | トッド・ホランド     |
| 48   | クリスマス              | Christmas              | マギー・バンダー         | ジェフリー・メルマン |
| 49   | ポーカー                | Poker                  | マイケル・ボーコウ       | ケン・クワピス       |
| 50   | リースの初仕事          | Reese's Job"           | ニール・トンプソン       | トッド・ホランド     |
| 51   | ロイス改造計画          | Lois' Makeover         | マイケル・グローバーマン | ジェフリー・メルマン |
| 52   | 社内ピクニック・パート1 | Company Picnic: Part 1 | アラン・J・ヒギンズ      | トッド・ホランド     |
| 53   | 社内ピクニック・パート2 | Company Picnic: Part 2 | アラン・J・ヒギンズ      | トッド・ホランド     |
| 54   | ドライブデビュー        | Reese Drives           | マイケル・グローバーマン | ジェフリー・メルマン |
| 55   | シンシアの帰還          | Cynthia's Back         | マギー・バンダー         | ケン・クワピス       |
| 56   | ハルの誕生日            | Hal's Birthday         | アレックス・リード       | レヴィ・アイザックス |
| 57   | コーチもラクじゃない    | Hal Coaches            | イアン・ブッシュ         | ジェフリー・メルマン |
| 58   | デューイの逆襲          | Dewey's Dog            | ボブ・スティーヴンス     | ボブ・スティーヴンス |
| 59   | ポーカー2               | Poker #2               | ビル・フーパー           | ジェフリー・メルマン |
| 60   | 僕らはフツー!?          | Clip Show              | マイケル・ボーコウ       | ジェイミー・バビット |
| 61   | 怒れるロイス            | Jury Duty              | パン＝リア・ランドラム   | ケン・クワピス       |
| 62   | 学園バトル!             | Cliques                | マイケル・ボーコウ       | ジェフリー・メルマン |
| 63   | ヘルパー・ザルの反乱    | Monkey                 | ダン・コペルマン         | ケン・クワピス       |

### シーズン4
| 話数 | 日本語版の副題             | 英語版の副題             | 脚本                                                        | 監督                     |
| ---- | -------------------------- | ------------------------ | ----------------------------------------------------------- | ------------------------ |
| 64   | 動物園                     | Zoo                      | マイケル・グローバーマン                                    | トッド・ホランド         |
| 65   | 脱・変人!                  | Humilithon               | マイケル・ボーコウ                                          | ジェフリー・メルマン     |
| 66   | 高飛車ファミリー集結       | Family Reunion           | アレックス・リード                                          | ケン・クワピス           |
| 67   | おバカになったマルコム     | Stupid Girl              | ダン・コペルマン                                            | トッド・ホランド         |
| 68   | ネバーエンディング・バトル | Forwards Backwards       | マギー・バンダー                                            | レヴィ・アイザックス     |
| 69   | 禁断のデート               | Forbidden Girlfriend     | マシュー・カールソン                                        | ジェイミー・バビット     |
| 70   | マルコム貝になる           | Malcolm Holds His Tongue | ゲイリー・マーフィー                                        | ジェフリー・メルマン     |
| 71   | ランシス奪還作戦           | Boys at Ranch            | ニール・トンプソン                                          | デヴィッド・ドビディオ   |
| 72   | 妊娠発覚!?                 | Grandma Sues             | マイケル・グローバーマン                                    | ジェイムズ・シモンズ     |
| 73   | ロイスの娘たち             | If Boys Were Girls       | ナーナチック・カーン アレクサンダー・カクゼンスキー（原案） | ケン・クワピス           |
| 74   | ロイス式性教育             | Long Drive               | マイケル・ボーコウ                                          | レヴィ・アイザックス     |
| 75   | マルコムの家出             | Kicked Out               | アレックス・リード                                          | ジェフリー・メルマン     |
| 76   | ハルのアルバイト           | Stereo Store             | マシュー・カーソン                                          | ブライアン・クランストン |
| 77   | 昔の親友                   | Hal's Friend             | ダン・コペルマン                                            | ジェフリー・メルマン     |
| 78   | ガレージセール             | Garage Sale              | マギー・バンダー                                            | レヴィ・アイザックス     |
| 79   | オクタスロン               | Academic Octathalon      | ロブ・ハニング                                              | トッド・ホランド         |
| 80   | 遺言書                     | Clip Show #2             | マギー・バンダー                                            | レヴィ・アイザックス     |
| 81   | リースのパーティー         | Reese's Party            | アンディ・ボブロー                                          | レヴィ・アイザックス     |
| 82   | マルコムの未来像           | Future Malcolm           | マイケル・グローバーマン                                    | ケン・クワピス           |
| 83   | ハチャメチャ出産騒動1      | Baby: Part 1             | ロブ・ハニング                                              | ジェイムズ・スミス       |
| 84   | ハチャメチャ出産騒動2      | Baby: Part 2             | マイケル・ボーコウ                                          | ジェイミー・バビット     |
| 85   | 最強ベビーの保育所は?      | Day Care                 | ゲイリー・マーフィー                                        | スティーヴ・ラヴ         |

### シーズン5
| 話数 | 日本語版の副題        | 英語版の副題                 | 脚本                         | 監督                     |
| ---- | --------------------- | ---------------------------- | ---------------------------- | ------------------------ |
| 86   | ラスベガス            | Vegas                        | マイケル・グローバーマン     | ブライアン・クランストン |
| 87   | ジェイミーの子守      | Watching the Baby            | アレックス・リード           | レヴィ・アイザックス     |
| 88   | スティービーの傷心    | Goodbye Kitty                | ニール・トンプソン           | ジェイムズ・スミス       |
| 89   | 感謝祭                | Thanksgiving                 | マシュー・カーソン           | デヴィッド・ドビディオ   |
| 90   | 隠し撮り              | Malcolm Films Reese          | ダン・コペルマン             | レヴィ・アイザックス     |
| 91   | マルコムのアルバイト  | Malcolm's Job                | マギー・バンダー             | スティーヴ・ウェルチ     |
| 92   | クリスマス・ツリー    | Christmas Trees              | アレックス・リード           | スティーヴ・ラヴ         |
| 93   | 野外パーティ          | The Block Party              | ロブ・ウリン                 | レヴィ・アイザックス     |
| 94   | マルコムは編集長      | Dirty Magazine               | エリック・キャプラン         | ブライアン・クランストン |
| 95   | 幸せのジャグジー      | Hot Tub                      | ジェイムズ・シモンズ         | アンディ・ボブロー       |
| 96   | おばあちゃんが結婚?   | Ida's Boyfriend              | ニール・トンプソン           | ピーター・ラウアー       |
| 97   | ソフトボール          | Softball                     | マイケル・グローバーマン     | ケン・クワピス           |
| 98   | ロイスVSスーザン      | Lois' Sister                 | ゲイリー・マーフィー         | デヴィッド・ドビディオ   |
| 99   | マルコムのデート      | Malcolm Dates a Family       | ロブ・ウリン                 | スティーヴ・ウェルチ     |
| 100  | リースの一人暮らし    | Reese's Apartment            | ダン・コペルマン             | デヴィッド・グロスマン   |
| 101  | 体験入学              | Malcolm Visits College       | デヴィッド・ライト           | ピーター・ラウアー       |
| 102  | ポリーの恋のお相手は? | Polly in the Middle          | マシュー・カーソン           | スティーヴ・ラヴ         |
| 103  | デューイの特別クラス  | Dewey's Special Class        | マギー・バンダー             | デヴィッド・ドビディオ   |
| 104  | 科学コンクール        | Experiment                   | アレックス・リード           | ブライアン・クランストン |
| 105  | もうひとつの家族      | Victor's Other Family        | エリック・キャプラン         | デヴィッド・グロスマン   |
| 106  | リースの入隊1         | Reese Joins the Army: Part 1 | アンディ・ボブロー           | スティーヴ・ラヴ         |
| 107  | リースの入隊2         | Reese Joins the Army: Part 2 | アンドリュー・オレンスタイン | ピーター・ラウアー       |

### シーズン6
| 話数 | 日本語版の副題               | 英語版の副題          | 脚本                     | 監督                     |
| ---- | ---------------------------- | --------------------- | ------------------------ | ------------------------ |
| 108  | リースの生還                 | Reese Comes Home      | マシュー・カールソン     | トッド・ホランド         |
| 109  | リーダーはつらいよ           | Buseys Run Away       | マイケル・グローバーマン | ブライアン・クランストン |
| 110  | 勃発!ゴミ戦争                | Standee               | ロブ・ウリン             | デヴィッド・グロスマン   |
| 111  | 兄弟そろってゲイ疑惑!?       | Pearl Harbor          | ニール・トンプソン       | ピーター・ラウアー       |
| 112  | 戻ってきたキティ             | Kitty's Back          | マシュー・カールソン     | ピーター・ラウアー       |
| 113  | ハルのクリスマスプレゼント   | Hal's Christmas Gift  | アレックス・リード       | デヴィッド・グロスマン   |
| 114  | 結婚２０周年の贈り物         | Hal Sleepwalks        | ゲイリー・マーフィー     | デヴィッド・ドビディオ   |
| 115  | ロイスVSジェイミー           | Lois Battles Jamie    | マイケル・グローバーマン | スティーヴ・ウェルチ     |
| 116  | マルコムの愛車               | Malcolm's Car         | アレックス・リード       | ピーター・ラウアー       |
| 117  | マルコムたちはフェミニスト!? | Billboard             | ロウ・ウリン             | ブライアン・クランストン |
| 118  | ああ、夫婦のベッド           | Dewey's Opera         | エリック・キャプラン     | リンウッド・ブーマー     |
| 119  | 隣人の遺言書                 | Living Will           | ジェニファー・セロッタ   | スティーヴ・ラヴ         |
| 120  | マルコムのクラブ活動         | Tiki Lounge           | ジェイ・コーゲン         | ピーター・ラウアー       |
| 121  | おばあちゃんの脚             | Ida Loses a Leg       | アンディ・ボブロウ       | スティーヴ・ウェルチ     |
| 122  | チャドのお泊まり             | Chad's Sleepover      | ロウ・ウリン             | デヴィッド・ドビディオ   |
| 123  | フランシスの誕生日           | No Motorcycles        | アンディ・ボブロウ       | ジェイムズ・シモンズ     |
| 124  | マルコムの深夜勤務           | Butterflies           | マイケル・グローバーマン | デヴィッド・グロスマン   |
| 125  | アイダのダンス               | Ida's Dance           | エリック・キャプラン     | スティーヴ・ウェルチ     |
| 126  | ハルのやる気向上セミナー     | Motivational Speaker  | ロブ・ウリン             | スティーヴ・ラヴ         |
| 127  | 足長マルコム                 | Stilts                | マイケル・グローバーマン | リンウッド・ブーマー     |
| 128  | 人質事件発生!?               | Buseys Take a Hostage | ゲイリー・マーフィー     | デヴィッド・ドビディオ   |
| 129  | ミセスコンテスト             | Mrs. Tri-County       | ゲイリー・マーフィー     | デヴィッド・ドビディオ   |

### シーズン7
| 話数 | 日本語版の副題               | 英語版の副題           | 脚本                                        | 監督                         |
| ---- | ---------------------------- | ---------------------- | ------------------------------------------- | ---------------------------- |
| 130  | 熱く燃える家族旅行           | Burning Man            | マシュー・カールソン                        | トッド・ホランド             |
| 131  | 家族の安全を守れ!            | Health Insurance       | ロブ・ウリン                                | スティーヴ・ウェルチ         |
| 132  | 父と子の禁煙騒動             | Reese vs. Stevie       | アレックス・リード                          | リンウッド・ブーマー         |
| 133  | ハロウィーンの夜の怪奇       | Halloween              | デヴィッド・ドビディオ                      | アンディ・ボブロウ           |
| 134  | マルコム、母親の愛に目覚める | Jessica Stays Over     | マシュー・カールソン                        | アレックス・リード           |
| 135  | ホールインワンの奇跡         | Secret Boyfriend       | ゲイリー・マーフィー                        | ピーター・ラウアー           |
| 136  | 今日は結婚記念日             | Blackout               | エリック・カプラン                          | スティーヴ・ウェルチ         |
| 137  | リース 恋に落ちる!?          | Army Buddy             | ニール・トンプソン                          | ピーター・ラウアー           |
| 138  | ロイスの仁義なき戦い         | Malcolm Defends Reese  | マシュー・カールソン                        | ブライアン・クランストン     |
| 139  | 大金が舞い込んだ!            | Malcolm's Money        | マイケル・グローバーマン                    | スティーヴ・ラヴ             |
| 140  | 恐るべし 一族のしきたり      | Bride of Ida           | ロブ・ウリン                                | リンウッド・ブーマー         |
| 141  | リースの新婚生活日記         | College Recruiters     | ジェイ・コーゲン                            | ピーター・ラウアー           |
| 142  | ハルはご近所の人気者         | Mono                   | デヴィッド・ドビディオ                      | アンディ・ボブロウ           |
| 143  | スターが家にやってきた       | Hal Grieves            | エリック・カプラン                          | クリストファー・マスターソン |
| 144  | みんなの中の“L”              | A.A.                   | アラン・J・ヒギンズ                         | スティーヴ・ウェルチ         |
| 145  | ロイスの遺伝子的復讐方法     | Lois Strikes Back      | ゲイリー・マーフィー                        | アレックス・リード           |
| 146  | 夢の安眠マットレス           | Hal's Dentist          | ジェイ・コーゲン                            | スティーヴ・ラヴ             |
| 147  | 大統領の核シェルター!?       | Bomb Shelter           | ロブ・ウリン                                | マシュー・カールソン         |
| 148  | リースはトップセールスマン!? | Stevie in the Hospital | デイヴ・アイレンフェルド デヴィッド・ライト | スティーヴ・ウェルチ         |
| 149  | 手作り人生ゲーム             | Cattle Court           | マイケル・グローバーマン                    | ピーター・ラウアー           |
| 150  | プロムの夜のお楽しみ         | Morp                   | ゲイリー・マーフィー                        | デヴィッド・ドビディオ       |
| 151  | 新しいマルコム一家           | Graduation             | マイケル・グローバーマン                    | リンウッド・ブーマー         |

## 備考
テレビアニメ『時空転抄ナスカ』の狩矢智が雨の中でにやりと笑う場面がオープニングシークエンスに用いられている。